# Маргејт Сити (Њу Џерзи)
Маргејт Сити (енгл. Margate City) град је у америчкој савезној држави Њу Џерзи. По попису становништва из 2010. у њему је живело 6.354 становника.

## Демографија
Према попису становништва из 2010. у граду је живело 6.354 становника, што је 1.839 (22,4%) становника мање него 2000. године.
| Група             | 2000.         | 2010.         |
| Белци             | 7.704 (94,0%) | 6.022 (94,8%) |
| Афроамериканци    | 71 (0,9%)     | 45 (0,7%)     |
| Азијати           | 128 (1,6%)    | 62 (1,0%)     |
| Хиспаноамериканци | 222 (2,7%)    | 175 (2,8%)    |
| Укупно            | 8.193         | 6.354         |